# Hessen-Nassauisches Wörterbuch
Das Hessen-Nassauische Volkswörterbuch ist eines der großlandschaftlichen Dialektwörterbücher des Deutschen.

## Charakteristik
Das Hessen-Nassauische Volkswörterbuch erfasst die Dialekte der ehemaligen preußischen Provinz Hessen-Nassau, der hessen-darmstädtischen Provinz Oberhessen, des Fürstentums (später Freistaats) Waldeck, des rheinischen Kreises Wetzlar und des westfälischen Kreises Wittgenstein. Sprachgeographisch gesehen werden die Dialektlandschaften des Nieder-, Mittel- und Osthessischen sowie Randbereiche des Westfälischen, des Ostfälischen, des Thüringischen, Ostfränkischen, Rheinfränkischen und Moselfränkischen bearbeitet. Erfasst wurde der mundartliche Wortschatz dieser Gebiete, wie er im Erhebungszeitraum 1912 bis 1934 gebräuchlich war.
Das seit 1927 publizierte Hessen-Nassauische Volkswörterbuch ist streng alphabetisch nach standardsprachlichen oder »verstandardsprachlichten« Lemmata (mit Querverweisen von mundartnahen Stichwörtern) geordnet und erfasst den mundartlichen Wortschatz im Gesamtumfang, nicht nur die Idiotismen. Es wählt aus dem Gesamtmaterial des als Zettelarchiv existierenden Hessen-Nassauischen Volkswörterbuchs diejenigen Belege aus, die für den Zeitraum von etwa der Jahrhundertwende bis zum Abschluss der Erhebungen 1934 als verbürgt gelten. Urkundliches und älteres Material wird nur dann herangezogen, wenn es zur Aufhellung sachlicher oder grammatischer Sachverhalte beitragen kann, später eingegangene Belege werden nur berücksichtigt, wenn sie auch für den Geltungszeitraum nachgewiesen werden können. Das Hessen-Nassauische Volkswörterbuch ist somit mehr als alle anderen Dialektwörterbücher ein synchrones Wörterbuch der Dialekte zu Beginn des 20. Jahrhunderts. Ein ursprünglich als Ergänzung geplantes »Historisches Wörterbuch von Hessen und Nassau« aus den urkundlichen Materialien wurde bisher nicht in Angriff genommen.
Die enge personelle und z. T. räumliche Verbindung der Wörterbuchkanzlei mit dem Institut Deutscher Sprachatlas (bis 1934 waren und seit 1964 sind beide Einrichtungen in enger räumlicher Nachbarschaft untergebracht) brachte es mit sich, dass Methoden der Dialektgeographie in die Dialektlexikographie eingingen. Das Hessen-Nassauische Volkswörterbuch befolgte als erstes das wortgeographische Prinzip, d. h. Belegortangaben stehen bei ihm nicht mehr nur als »Verbürgungshinweis«, sondern als Beschreibung des Geltungsbereichs des Stichworts. Zahlreiche wortgeographische Skizzen und Karten ergänzen die verbalen Angaben. Viele später konzipierte Dialektwörterbücher sind diesem Beispiel gefolgt.
Einen breiten Raum nehmen im Volkswörterbuch Erläuterungen zur Sach- und Volkskultur ein. Sie werden mit zunehmendem zeitlichen Abstand zur Erhebungsphase wichtiger, da ohne sie der semantische Gehalt zahlreicher Stichwörter für heutige Benutzer nicht mehr zu entschlüsseln ist. Zahlreiche Abbildungen verdeutlichen einzelne Sachverhalte.

## Geschichte
- 1911 Projektgründung durch die Preußische Akademie der Wissenschaften (Leitung: Ferdinand Wrede, Direktor des Deutschen Sprachatlas)
- 1912–1934 Sammlung des Materials
- 1927 Publikationsbeginn des »Hessen-Nassauischen Volkswörterbuchs«
- 1946 Übernahme der Finanzierung durch das Land Hessen
- 1963 wird die Arbeitsstelle »Hessen-Nassauisches Wörterbuch« selbständiges »Forschungsinstitut an der Universität«
- 1973 Eingliederung in das Forschungsinstitut für deutsche Sprache »Deutscher Sprachatlas«. Weiterführung als eigenständige Abteilung des Forschungsinstituts.

Bearbeiter
Gründer und erster Leiter war Ferdinand Wrede. Ihm folgte 1934 Luise Berthold, die erste habilitierte Frau der Philipps-Universität Marburg. Von 1971 an leitete Hans Friebertshäuser das Institut bzw. die Abteilung, Heinrich J. Dingeldein folgte 1994 nach. Ab 2016 betreute Alexander Werth das Wörterbuch kommissarisch, 2020 übernahm Bernd Vielsmeier die Arbeiten. 2024 wurde Nathalie Mederake Bearbeiterin des Wörterbuchs. 

## Publikationsstand
- Band 2 (L – R) 1943
- Band 3 (S) 1967
- Band 4 (T – Z) 2015

- Band 1 (A – K) ist in Bearbeitung und wird als Ausgabe im Internet sowie in mehreren Teilbänden erscheinen.

- Eine Internet-Publikation der veröffentlichten Teile steht zur Verfügung (s. Weblinks).